# 和溪镇 (南靖县)
和溪镇，是中华人民共和国福建省漳州市南靖县下辖的一个乡镇级行政单位。自明代始设和溪巡检司以来，迄今巳有600余年。

## 行政区划
和溪镇下辖以下地区：
和溪社区、林中村、乐土村、林坂村、坂场村、月星村、月明村、迎新村、迎富村、斗米村、和溪村、联桥村、南桥村、英勇村和吉春村。

## 资源
全镇巳有大小水电站16座，装机容量1万多千瓦。

## 姓氏
月水迎坑李姓，始祖逸士，于清乾隆元年（1736年）从福建龙岩漳平市永福镇李庄迁入，现已繁衍17世。
林中后格李姓，始祖殷琅，号十九郎，于明洪武二年（1360年）随父登泰、叔登生从江西崇仁县白沙里入闽。登生迁居福建漳平永福镇，登泰迁入南靖金山转迁和溪村中后格。派下十三世纯一渡台。
郑溶溪支系郑仲仁支脉（长埔郑姓），南桥村长埔郑姓，开基祖郑仲仁，名均，为福建长泰县溪东村五世郑乾明之子。明洪武年间，由长泰县溪东村迁入和溪镇南桥村茶山长埔，后建祠于斗米村云水坑坎仔头（鸡母岩）。生二子：界希、界微。至今已传27世。
斗米村郑姓，系长埔郑氏开基祖郑仲仁后裔。
和溪村郑姓，开基祖郑文昌。郑仲仁之六世孙郑三养，字邦毓，号养翁，率子文昌由云水坑溯河直上凤林社之麓，见有虎踞凤舞之形，因而选址建祠定居。
林坂村高志坑郑姓，开基祖郑贞敏（郑仲仁第十三世孙），清乾隆年间，由和溪村溪南移居林坂村。后建宗祠“下洋楼”，又称“集美楼”。对联：“双溪曲水还临积美致祥光，半岭碧云远映霞洋呈瑞气。”。
坂场村下格郑姓，由和溪村南清溪坂移居坂场村下格仔。
和溪镇月星村张姓，和溪镇月星村张姓，上祖张国成于清乾隆年间从福建漳平漳平永福清源迁入。
五七郎派系派系富治支系，富治乃永定金丰月流乐山（四十郎）曾孙，于明洪武二年（1369年）从福建永定洪源移居南靖县和溪迎富村开基。富治传四房：长文魁居左华隔暗坑岩下；次国耸生四女，招赘邓志祥为婿，生子乾亮、乾富分居和溪迎富，志祥续妻遗腹子乾辉居和溪林坂洋坑；三子岑埠于明天顺五年（1461年）从和溪迎富分迁上下坂（金榜社），其后裔德辉于1880年又迁居洋坑。另有后裔迁居金山河乾下村。四子国瑞居德馨社，派下外迁四川、台湾各10人。
永定月流乐山长子五九郎，分居永定大溪，其后裔有迁入南靖县丰田。次子六三郎迁基平和秀峰，有后裔迁入南靖丰田，山城镇钟鼓下吴、汤坑炭坑。三子念四郎迁基诏安秀篆，有后裔迁入龙山、平重等地。
和溪镇村头谢姓，开基祖谢□于清光绪年间（1875－1908年）由福建龙岩市适中镇西坑迁入和溪镇联桥村村头社、青石岭。
和溪镇居委会谢姓，于民国期间陆续从福建龙岩市适中迁入和溪镇和溪圩定居。
徐廉宽支系（高才徐姓），和溪镇高才徐姓开基祖廉宽，乃启芳（谷海三弟），明洪武二年（1369年）携次子元侃由江西吉安迁入。至今已历637年，传衍20世后裔。
坂场徐姓，和溪镇坂场姓徐自然村开基祖名世义，乃启芳后裔廉宽的第九世孙，清康熙年间分居坂场。
童学恭支系（蕉塔童姓），十七世童学恭，于元至元四年家迁蕉塔，传二子：世权、世美。世权传子祖养、荣贵，荣贵传四子孔仁、孔义、孔智、孔信；世美传三子：宗养、荣富、荣贤，后裔在蕉塔等地繁衍发展。二十五世祖又日迁广东省龙溪镇白莲胡，传衍广东省惠阳福地村、惠东、深圩。二十八世金成迁往江西省分宜县双林镇童家村，仕俊等迁台湾省板桥、桃园、南崁、中和。
童文玉、童松波支脉（迎新村童姓），迎新村童姓开基祖文玉、松波，系永福陈村童氏第十七世学恭后裔，于明正统七年（1442年）从福建漳平永福陈村移居上塔（今和溪镇迎新村），聚居在3个自然村。清康熙五十五年（1716年）有裔孙移居台湾，并于1992年、1993年、2005年，先后三次回乡谒祖。
村中村村头林姓，村中村村头林姓：开基祖林季山，明代由福建永定县奥杳迁入南坑镇村中村村头定居。
林长清支系（麟野林），野仔林氏开基祖林长清，系三十五郎之孙。元至正年间，由福建龙岩适中象山社迁居南靖县和溪林仔社（后称野仔社，今分林中、林坂两个行政村），至今已传26世。
乐土林氏，开基祖林新市（野林氏十九世），于清末从野鹅房迁居乐土村前山。
月星林氏，开基祖林端木（陈祥），清道光年间，由野仔迁入月星村元沙。
坂场林姓，坂场林姓：主要有三个支派：一支是白土垅开基祖林吴生，清同治年间，由林坂村迁入坂场村白土垅。另一支是新营开基祖林大成，元至正年间，由福建龙岩适中象山迁入坂场村新营。再一支是1950年由福建上杭移居坂场村后垻。
刘姓，从福建龙海市海澄迁入南靖和溪村和南桥村的上、下茶山。
黄英支系（乐土黄姓），属峭山派。和溪镇乐土村（又称六斗村）黄氏，系黄春二子十二郎之后裔，其开基始祖黄英于明洪武二年（1364年）从福建漳平永福镇迁往元沙，后再迁居于南靖永丰里（今和溪）前山上塘林，居六斗坪，尊为乐土开基始祖。
黄帮盛支系（月水黄姓），属峭山派。黄帮盛是黄英堂侄。明永乐年间（1403－1424年），从福建漳平永福吕坊移居和溪月水，至今已传衍22世。
和溪镇龙安社邓姓，1920年从福建漳平永福镇邓家邦村迁入龙安社。
和溪镇高才陈姓，始祖少文，由福建永定县迁入。玉山、字以谨，明正德元年（1506年）由福建漳平永福迁和溪月水梅仔坑；作圣，明万历三十七年（1609年）由福建漳平永福迁月水西山；济圣，由福建漳平永福郎车迁和溪镇坂场陈处坂、后坝；另一派名讳不明，由福建漳平永福陈村迁和溪镇高才。

## 交通
- 319国道、 厦蓉高速过境。